# Jan Mathiasen
Jan Dupont Mathiasen (Fredericia, 9 de mayo de 1957) es un deportista danés que compitió en vela en la clase Soling. 
Participó en dos Juegos Olímpicos de Verano, entre los años 1984 y 1988, obteniendo una medalla de bronce en Seúl 1988, en la clase Soling (junto con Jesper Bank y Steen Secher). Ganó una medalla de bronce en el Campeonato Europeo de Soling de 1988.

## Palmarés internacional
| \| Juegos Olímpicos \| Juegos Olímpicos \| Juegos Olímpicos \| Juegos Olímpicos \| \| Año \| Lugar \| Medalla \| Clase \| \| ------------------ \| -------------------- \| ----------------- \| ---------------- \| \| 1988 \| Seúl (Corea del Sur) \| Medalla de bronce \| Soling \| \| Campeonato Europeo \| \| \| \| \| Año \| Lugar \| Medalla \| Clase \| \| 1988 \| Alassio (Italia) \| Medalla de bronce \| Soling \| |                      |                   |        |
| Juegos Olímpicos |                      |                   |        |
| Año | Lugar                | Medalla           | Clase  |
| 1988 | Seúl (Corea del Sur) | Medalla de bronce | Soling |
| Campeonato Europeo |                      |                   |        |
| Año | Lugar                | Medalla           | Clase  |
| 1988 | Alassio (Italia)     | Medalla de bronce | Soling |